# Terry Johnson
Terry Johnson, eigentlich Isaiah Johnson, (* 12. November 1935 in Baltimore, Maryland) ist ein Rhythm-and-Blues-Sänger, der sich vor allem als Mitglied der Flamingos einen Namen machte.

## Leben
Terry Johnson wuchs in Baltimore in der Nachbarschaft von Sonny Til und Earl Hurley auf und sang mit Jake und Zeke Carey im Kirchenchor. 1954 war er ein Gründungsmitglied der Whispers, die insgesamt nur zwei Singles veröffentlichten. Johnson war Komponist, Arrangeur und Leadsänger beider Songs. 1956 löste sich die Band wieder auf.
Ende des Jahres ersetzte Johnson dann Zeke Carey bei den Flamingos und war aktiv an Hits wie Lovers Never Say Goodbye, I Only Have Eyes For You und Love Walked In beteiligt. 1962 zerstritt sich Johnson dann mit Jake und Zeke Carey, der inzwischen zur Band zurückgekehrt war. Als Folge dessen verließ Johnson im Folgejahr die Flamingos, um zusammen mit Nate Nelson die Modern Flamingos zu gründen.
Die Band bekam einen Plattenvertrag bei Atco und änderte ihren Namen in The Starglows. Das half jedoch alles nicht: Die einzige Single der Band, Let’s Be Lovers, floppte und die Starglows trennten sich. 1964 bekam er dann von Smokey Robinson eine Stelle als Produzent bei Motown angeboten, die er annahm. Zusammen mit Robinson betätigte er sich nun als Songwriter und produzierte unter anderem Aufnahmen von den Supremes, den Temptations und den Four Tops. 1969 erschien dann Johnsons Solo-Debütsingle My Springtime, gefolgt von Whatcha Gonna Do und im nächsten Jahr Stone Soul Booster. Alle drei Singles floppten, sodass er sich nun wieder aufs Produzieren beschränkte.
1974 verließ Johnson Motown, um eine eigene Band zu leiten, die er auch The Flamingos nannte. 2005 erschien dann Johnsons Solo-Debütalbum Still in the Pink auf seinem eigenen Label TerryTree Records.
| Personendaten    | Personendaten                               |
| ---------------- | ------------------------------------------- |
| NAME             | Johnson, Terry                              |
| ALTERNATIVNAMEN  | Johnson, Isaiah (Geburtsname)               |
| KURZBESCHREIBUNG | US-amerikanischer R&B-Sänger und -produzent |
| GEBURTSDATUM     | 12. November 1935                           |
| GEBURTSORT       | Baltimore, Maryland, Vereinigte Staaten     |